# Meister der Magdalenen-Legende

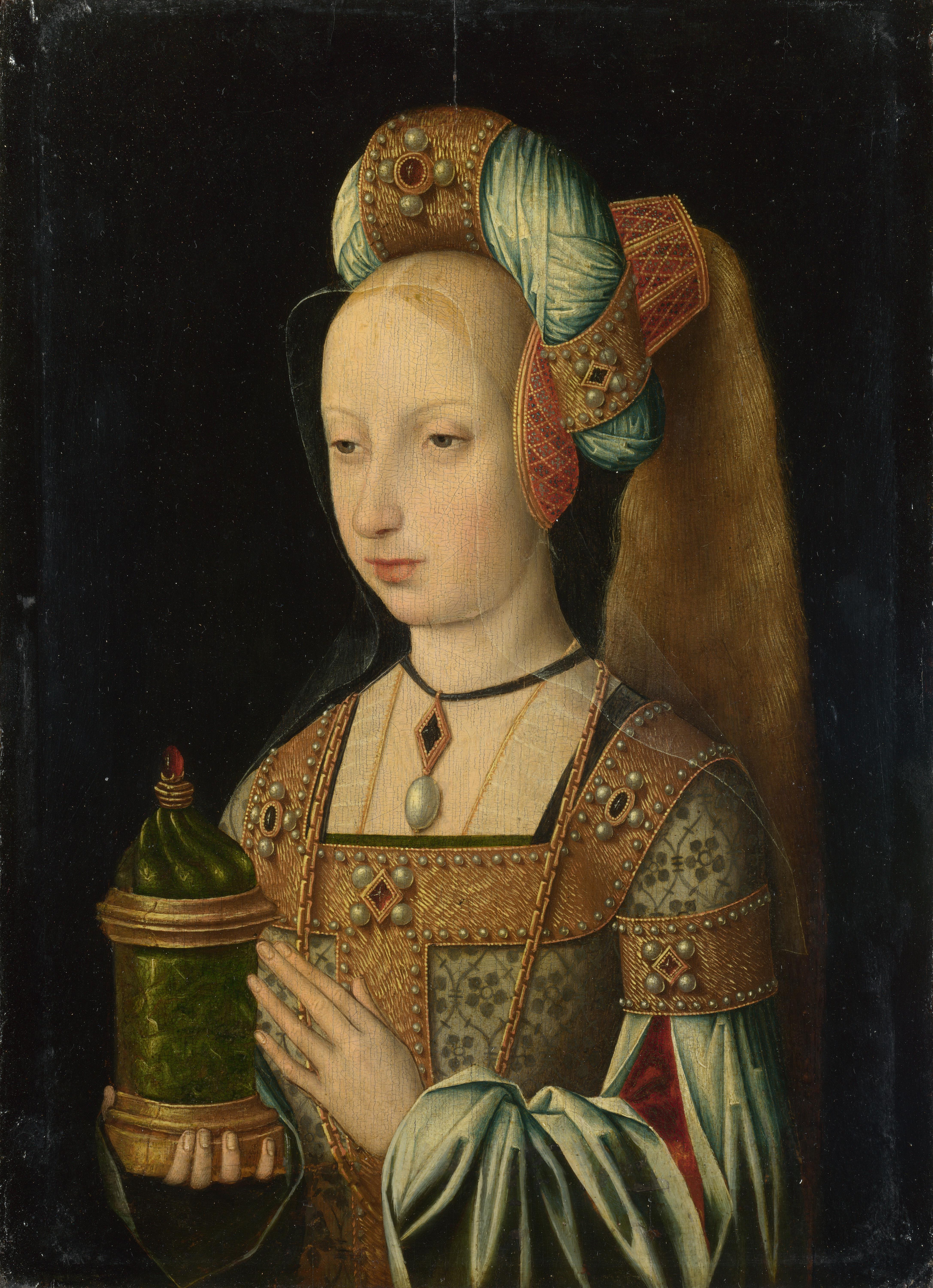
Meister der Magdalenen-Legende: Maria Magdalena. National Gallery (London) NG2614

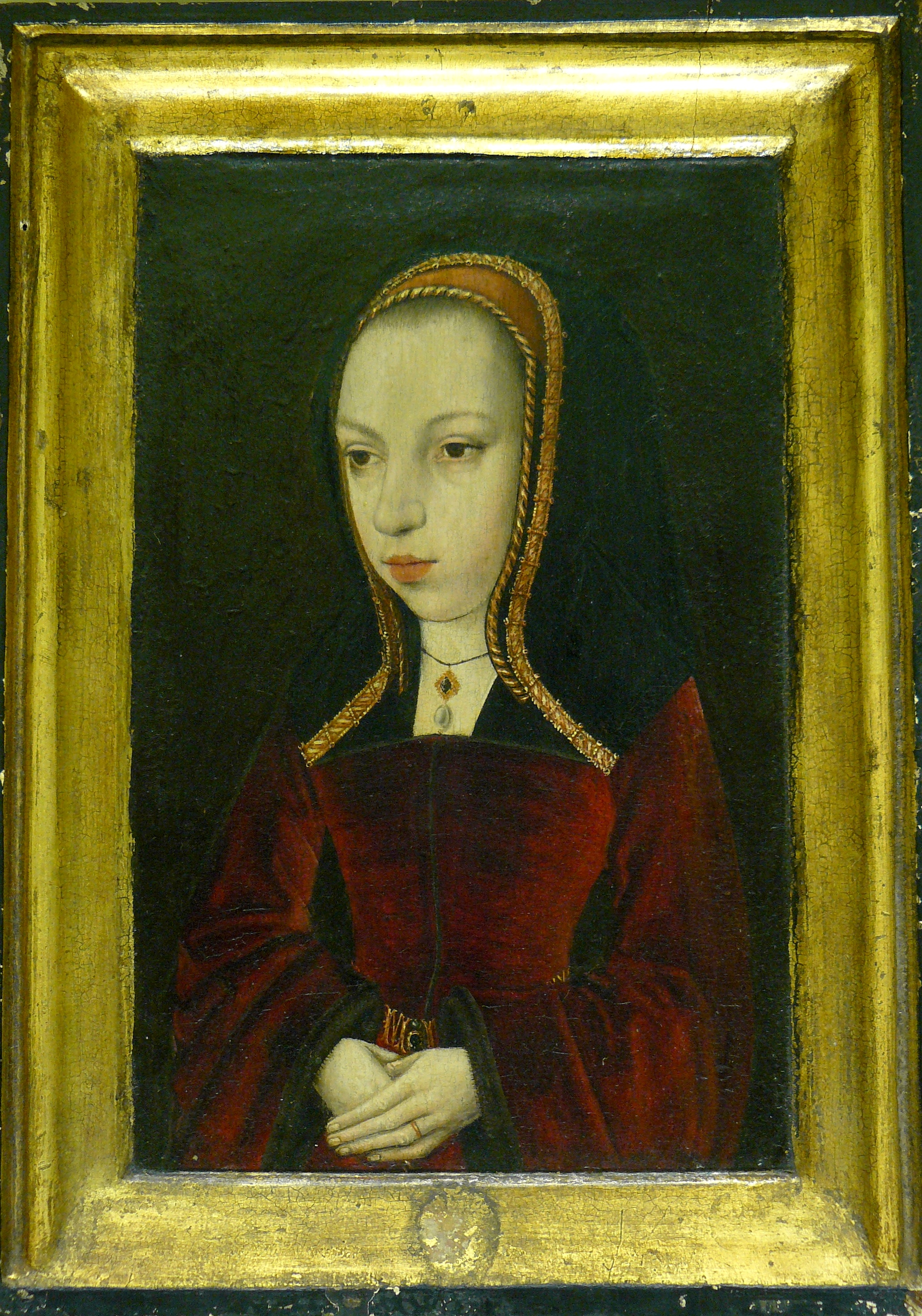
Meister der Magdalenen-Legende: Porträt der Margarete von Österreich. Musée du Louvre, Paris RF 2259

Als Meister der Magdalenen-Legende wird ein altniederländischer Maler benannt, der ab dem Ende des 15. Jahrhunderts von ungefähr 1483 bis um 1526 tätig war. Er könnte in Brüssel oder Mechelen tätig gewesen sein.

## Namensgebung
Der namentlich nicht bekannte Künstler erhielt seinen Notnamen nach zwei von ihm zwischen 1515 und 1520 geschaffenen Altarbildern, die Szenen aus den Legenden um Maria Magdalena darstellen. Die Bilder zeigen die Heilige vor ihrer Bekehrung auf der Jagd und danach bei der Predigt, sie waren Teil eines Altarbilderzyklus zur Magdalenen-Legende und in der Neuzeit Teil der Sammlung des Kaiser-Friedrich Museums in Berlin. Eines der Bilder wurde zwischen 1940 und 1945 zerstört, das Bild der Predigt befindet sich heute im Philadelphia Museum of Art. Durch Stilvergleich mit anderen Bildern wurde eine Rekonstruktion des gesamten Zyklus vorgeschlagen, der allerdings unter Kunsthistorikern umstritten bleibt.

## Malstil
Stilistisch steht der Meister der Magdalenen-Legende der Malkunst des Rogier van der Weyden nahe; auch ähnelt sein Stil in späteren Werken teilweise dem des Bernard van Orley, dem von der italienischen Kunst und insbesondere Raffael beeinflussten flämischen Malers. Dieser war von 1520 bis 1527 Hofmaler der Margarete von Österreich, Statthalterin der habsburgischen Niederlande und auch für deren Nachfolgerin tätig. So könnte man den Meister zusammen mit dem in Italien arbeitenden, aber aus Flandern stammenden Maler Colijn de Coter „als Bindeglied zwischen der lang blühenden Roger-Werkstatt und des Barent von Orley“ bezeichnen.

## Bedeutung
Dem Meister der Magdalenen-Legende werden ein umfangreiches Altarwerk und zahlreiche Porträts zugeschrieben. Etwa 50 Bilder sollen sich ihm in Stilanalogie zuschreiben lassen. Man kann jedoch vermuten, dass zahlreiche davon aus einer vom Meister geführten Werkstatt oder doch nur aus dem Umkreis des Meisters stammen.
Unter Akzeptanz des Werkkatalogs des Meisters könnte sein Werk als eines der Beispiele für flämische Maler gesehen werden, die sich langsam von der traditionellen, oft formelhaften und auf religiöse Auftragswerke ausgerichteten Arbeitsweise lösten und die sich auch unter dem Einfluss der italienischen Renaissance einer naturnahen realistischen Malerei zuwandten. Dies ist besonders in den schon in frühen Werken erkennbaren realistischen und kunstvollen Darstellungen der Gesichter der vom Meister gemalten Figuren erkennbar und dann in den kunstvollen, oft allegorischen Porträts weltlicher Würdenträger.

## Identifizierung
Es wurde vorgeschlagen, dass der Meister der Magdalenen-Legende identisch sein könnte mit Pieter van Coninxloo. Dieser ist nachweisbar von etwa 1460 bis um 1513 und war 1479 in Brüssel aktiv, sein Name ist in den Archiven der Margarete von Österreich als Porträtmaler genannt. Auch eine Gleichsetzung mit dem Meister der Fürstenbildnisse wurde vermutet, diesem Meister werden verschiedene Porträts hochgestellter Personen zugeschrieben, jedoch hat sich auch diese Zuordnungen nicht durchgesetzt.

## Werke (Auswahl)
Als Zyklus der Magdalenen-Legende des Meisters wird folgende Rekonstruktion vorgeschlagen:
- Ausritt der Maria Magdalena. Ehemals Kaiser-Friedrich Museum, Berlin, Inventar-Nr. 2128 (verloren)[7]
- Die Predigt der Maria Magdalene. Philadelphia Museum of Art, John G. Johnson Collection Collection, Philadelphia, Inventar Cat. 402[8]
- Auferweckung des Lazarus. Statens Museum for Kunst, Copenhagen, Inventar KMS sp 717[9]
- Magadalena wäscht die Füße Christi (bei Simon dem Pharisäer). Szépmuvészeti Múzeum, Budapest, Inventar 1338[10]
- Noli me tangere. (Christus als Gärtner und anbetender Stifter). Staatliches Museum.  Staatliches Museum, Schwerin, Inventar G. 196
- Ludwig der  X. von Frankreich mit Stiftern und der Heiligen Maria Magdalena. Staatliches Museum, Schwerin, Inventar G. 198

Als Werk des Meisters werden zahlreiche andere religiöse Bilder genannt:
- Die Jungfrau Maria mit dem Kind und dem Heiligen Franziskus (Triptychon).  Privatbesitz[11]
- Die weinende Magdala. National Gallery, London, Inventar NG3116[12]
- Heilige Familie, Koninklijk Museum voor Schone Kunsten, Antwerpen, Inventar 948
- Kaiser Augustus und die Sibylle von Tibur. Musées royaux des Beaux-Arts de Belgique, Brüssel, Inventar 8619[13]
- Madonna mit Kind. Kunst Palast, Düsseldorf
- Maria der Verkündigung. Westfälisches Landesmuseum für Kunst und Kulturgeschichte, Münster, Inventar 158
- Maria Magdalena. National Gallery, London, Inventar NG2614[14]
- Maria Magdalena. Musées royaux des Beaux-Arts de Belgique, Brüssel, Inventar 9791[15]
- Maria mit dem Kinde. Museum für Angewandte Kunst, Köln, Inventar KGM A 1062
- Maria mit dem Kind und Buch. Staatliche Museen zu Berlin – Preußischer Kulturbesitz – Gemäldegalerie, Berlin, Inventar 547A
- Maria mit dem Kind und die Stifter. Koninklijk Museum voor Schone Kunsten, Antwerpen
- Rast auf der Flucht nach Aegypten. National Gallery of Victoria, Melbourne
- Verkündigung. Musée d’Art Ancien, Brüssel

Als Porträt-Werke des Meisters werden genannt:
- Porträt der Margarete von Österreich. Musée du Louvre, Paris, Inventar RF 2259[16]
- Porträt der Margarete von Österreich. Musée National du Château de Versailles,  Versailles,  Inventar MV 4026
- Porträt eines Mannes. Musée des Beaux-Arts, Dijon
- Porträt Philipp des Schönen. Philadelphia Museum of Art, Philadelphia, Inventar Cat. 1175[17]
- Porträt eines betenden Mannes. Philadelphia Museum of Art, Philadelphia, Inventar Cat. 410[18]
- Porträt eines Mannes als St. Andreas und Porträt eines Mannes als Sankt Sebastian, Museo Thyssen-Bornemisza, Madrid, Inventar-Nr. 251.a  und 251.b[19]